# Oreskaband
ORESKABAND (em japonês: オレスカバンド; romaniz.: Oresukabando; estilizado em letras maiúsculas) é uma banda feminina de ska de Sakai, Japão. Elas gravaram três álbuns completos, "Ore" em Julho de 2006, "WAO!!" em Maio de 2007 e "Color" em Novembro de 2010. Já apresentaram os dois primeiros no Japão e nos Estados Unidos, inclusive no Fuji Rock Festival.
O nome da banda, "ORE SKA BAND", é literalmente traduzido como "Nós somos (uma) banda ska." "Ore" é uma maneira extremamente masculina e casual de dizer "Eu" em japonês. A escolha de "ore" é também uma brincadeira de gênero, já que a banda aparece geralmente vestindo um uniforme escolar masculino em seus vídeos e shows.

## História
ORESKABAND começou em 2003, quando as garotas ainda estavam no colégio e tocavam em bares locais. Elas produziram de forma independente o seu primeiro álbum, Penpal, em 2005 e foram contratadas pela Sony Music em 2006 quando ainda estavam no ensino médio. Ganharam atenção da mídia quando apareceram em um comercial de um tradicional biscoito japonês chamado Pocky, e também quando sua música, "Pinocchio", foi utilizada como décimo quarto tema de encerramento do anime Naruto e a música, "Jitensha", como décimo terceiro tema de encerramento do anime Naruto Shippuden . Em Julho de 2006, seu álbum "Ore" foi gravado, e um mês depois elas tocaram no Fuji Rock Festival, atraindo 1000 espectadores, um recorde para um novo artista. Em Março de 2007, as meninas da banda se formaram no colégio e fizeram um tour pelos Estados Unidos, aparecendo em Austin, Los Angeles, e São Francisco. Em Abril de 2007, sua música, Tsumasaki (爪先, Tiptoe), foi utilizada como tema de encerramento de outro anime, Bleach. Elas tocaram no Anime Expo em Long Beach, Califórnia, em Julho de 2007 e na Vans Warped Tour em Marysville, Califórnia e Portland, Oregon. A banda também participou da Vans Warped Tour de 2008. A banda foi escolhida pelo produtor executivo Barry Rosenbush para estrelar um filme chamado Lock and Roll Forever, que estreou em 2008 no Japão.

## Integrantes
- いかす (Ikasu) - guitarra, vocais
- たえさん (Tae-san) - bateria
- ハヤミ (Hayami, mais conhecida como Leader) - trombone
- サキ(Saki) - trompete
- もりこ (Moriko) - saxofone
- とみ (Tomi) - baixo, vocais

## Discografia

### Singles
- Almond (アーモンド, "Amêndoa") (1 de Novembro, 2006)
- Wasuremono / Chuck (忘れもの / チャック, Wasuremono) (7 de Março, 2007)
- Tsumasaki (爪先; Tiptoe, "Ponta dos pés") (9 de Maio, 2007)
- Jitensha (自転車; "Bicicleta") (27 de Abril, 2010)

### Álbuns
- Penpal (ペンパル, Penpal) (independente) (2005)
- Ore (俺, Ore) (19 de Julho, 2006)
- WAO!! (23 de Maio, 2007)
- What A Wonderful World Vol.1 (22 de Outubro, 2008)
- What A Wonderful World Vol.2 (15 de Abril, 2009)
- Color (24 de Novembro, 2010)
- Hot Number (27 de Fevereiro, 2013)
- Oreskaband Best [2003-2013] (26 de Fevereiro, 2014)
- Carry On! (10 de Setembro, 2014)
- Slogan (23 de Novembro, 2016)
- Bohemia (2 de Março, 2022)